# Bói cá lớn

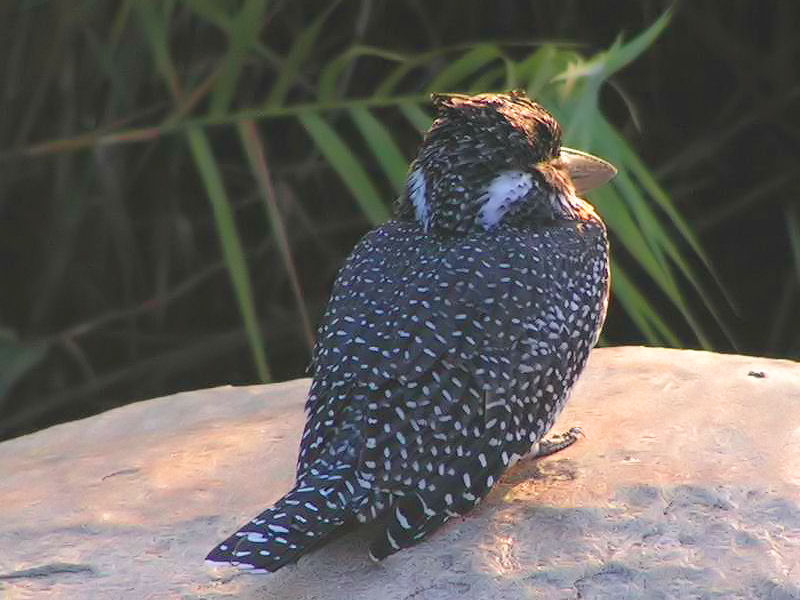
M. m. maxima, công viên Kruger, Nam Phi

Bói cá khổng lồ (danh pháp hai phần: Megaceryle maxima) là loài chim bói cá lớn nhất ở châu Phi, nơi nó là loài chim sinh sản cư trú trên hầu hết phần châu lục phía nam sa mạc Sahara, ngoại trừ vùng tây nam khô cằn.
Có hai phân loài, M. m. maxima, được tìm thấy trong vùng đồng đất thoáng đãng, và M. m. gigantea trong vùng rừng nhiệt đới. Loài trong rừng sẫm màu hơn, ít đốm ở trên.
Chúng sinh sản từ tháng 8 - tháng 1, tổ có 3-5 trứng nằm trong hang bên bờ sông.
Bói cá khổng lồ có chiều dài 42–48 cm, với một mào lớn và phần lông lưng màu đen đốm trắng đều. Chim trống có một dải ngực màu hạt dẻ còn phần còn lại của bụng màu trắng và phần hông có vạch tối màu, và chim mái có một dải ngực trắng đốm đen và bụng màu hạt dẻ.
Loài này ăn cua, cá, ếch nhái. Chúng bắt bằng cách lao xuống từ một chỗ đậu gần mặt nước.